# Lunna (Belarus)
Lunna (belarussisch Лунна; russisch Лунна; polnisch Łunna) ist ein Ort in der Hrodsenskaja Woblasz in Belarus. Er liegt 40 Kilometer südöstlich von Hrodna und 36 Kilometer von der westlich verlaufenden Grenze zu Polen entfernt.
Die Stadt wurde 1531 auf Anordnung der polnischen Königin Bona Sforza gegründet. Direkt neben dieser königlichen Gemeinde gab es noch den Teil, der dem Adelsgeschlecht Sapieha gehörte. Dieser Teil hieß Wola; daher findet man den Ort teilweise auch unter dem Namen Lunna-Wola.
In Wola befand sich auch eine hölzerne Synagoge vom Beginn des 19. Jahrhunderts. Diese wurde 1941 nach der Besetzung des Ortes durch deutsche Truppen abgebrannt.

## Sehenswürdigkeiten
- St.-Anna-Kirche, erbaut im spätklassizistischen Stil (1782, 1895)
- Kirche St. Johannes der Täufer (Baujahr 1889)
- Jüdischer Friedhof[2].